# マクフィ
マクフィ（Makfi、2007年3月4日生まれ）は、イギリス生産、フランス調教の競走馬・種牡馬。おもな勝ち鞍は2010年の2000ギニー、ジャックルマロワ賞。

## 競走馬時代
生産牧場のシャドウェルスタッドはオーナーブリーダーのシェイク・ハムダンが所有する牧場だが、彼の所有馬とはならず、2009年10月にタタソールズのトレーニングセールに出されて26000ギニーで購入された。この経緯、そして平均取引価格の19333ギニーよりは高い落札額とはいえ欧米では有力馬はイヤリング（1歳馬）セールで取引されることを考えると、お世辞にも期待されていたとは言えなかった。馬主のマシュー・オッフェンスタットも1歳馬は高くて買えないためにこのトレーニングセールに参加しており、この馬への期待も「未勝利は勝てるかも」といった程度のものだった。
2歳時は一般戦のみ出走してこれに勝利。3歳時はデビュー戦から約4カ月後のジェベル賞で始動し、差し切り勝ちで重賞を初制覇する。このレースは仏2000ギニーのステップレースであるが、陣営は次走に英2000ギニーを選択。前年の2歳チャンピオンであるセントニコラスアビーが断然人気の中、9番人気と人気薄であったが、中団後方から伸びてG1競走初制覇を飾る。続くセントジェームスパレスステークスでは喉の炎症を発症しており、直線でまったく伸びず、後方のまま7着と惨敗した。幸い症状は大したことなく、次走はジャック・ル・マロワ賞に決定。このレースの連覇とヨーロッパのG1勝利数新記録がかかっていたゴルディコヴァに大きな注目が集まっていたが、先に抜けだしたゴルディコヴァを中団後方から差し切ってG1競走2勝目を挙げた。このレースは祖父のドバイミレニアム、父のドバウィも制しており、同レースの父系3世代連続優勝となった。レース後、ブリーダーズカップ・マイルを引退レースとし、引退時にカタールの王族であるサーニー家に売却され、イギリスのツイーンヒルズスタッドで種牡馬として供用されることが決まった。ブリーダーズカップ・マイルのステップレースにはクイーンエリザベス2世ステークスを選択。対戦成績1勝1敗のキャンフォードクリフスとの3歳トップマイラー対決が注目されたが、ライバルが回避したため、断然の1番人気に推される。しかしレースでは中団4番手から直線で伸びを欠き、逆に勝ったポエッツボイスら追い込み馬にかわされて5着に敗れた。その後、コンディションが整わないことを理由にブリーダーズカップ・マイルへの参戦を断念し、引退して種牡馬入りした。

## 競走成績
| 出走日     | 競馬場           | 競走名                 | 格 | 距離    | 着順 | 騎手         | 着差      | 1着（2着）馬    |
| ---------- | ---------------- | ---------------------- | -- | ------- | ---- | ------------ | --------- | --------------- |
| 2009.11.27 | フォンテンブロー | ロワン賞               |    | 芝1400m | 1着  | M.ギュイヨン | 1 1/2馬身 | (Allesson)      |
| 2010.04.08 | メゾンラフィット | ジェベル賞             | G3 | 芝1400m | 1着  | C.ルメール   | 3馬身     | (Too Nice Name) |
| 2010.05.01 | ニューマーケット | 2000ギニー             | G1 | 芝8f    | 1着  | C.ルメール   | 1 1/4馬身 | (Dick Turpin)   |
| 2010.06.15 | アスコット       | St.ジェームズパレスS   | G1 | 芝8f    | 7着  | O.ペリエ     | 4 1/2馬身 | Canford Cliffs  |
| 2010.08.15 | ドーヴィル       | ジャック・ル・マロワ賞 | G1 | 芝1600m | 1着  | C.スミヨン   | 2 1/2馬身 | (Goldikova)     |
| 2010.09.25 | アスコット       | Qエリザベス2世S        | G1 | 芝8f    | 5着  | C.スミヨン   | 3馬身ハナ | Poet's Voice    |

## 種牡馬時代
2011年よりツイーンヒルズスタッドにて供用される。初年度の種付け料は25000ポンド。シャトル種牡馬として、ニュージーランドのウェストバリースタッドでも供用される。2015年はツイーンヒルズスタッド所属のまま、フランスのボネヴァル牧場で供用される。
2014年に初年度産駒デビュー。初年度産駒から2頭のG1勝ち馬が出る。
2016年10月6日に日本軽種馬協会が購入を発表し、2017年より日本で供用されることになった。
2021年5月16日に水沢競馬場で行われた留守杯日高賞をスマイルミュが勝利して、日本での初重賞勝利となった。
2021年7月31日、アイビスサマーダッシュをオールアットワンスが制し、産駒の中央重賞初勝利となった。

### 主な産駒
太字はGI級競走

#### グレード制重賞優勝馬
- 2012年産
  - メイクビリーヴ / Make Believe（プールデッセデプーラン、フォレ賞）[9]
  - マーキーマーク / Marky Mark（マナワツサイヤーズプロデュースステークス）[10]
  - ソフィアローザ / Sofia Rosa（オーストラリアンオークス）[11]
- 2013年産
  - ボネヴァル / Bonneval（アンダーウッドステークス、オーストラリアンオークス、ニュージーランドオークス）[12]
- 2017年産
  - マクファンシー / Mkfancy（クリテリウムドサンクルー）
- 2018年産
  - オールアットワンス（アイビスサマーダッシュ2回）
- 2019年産
  - ヴァルツァーシャル（マーチステークス）
- 2021年産
  - シリウスコルト（新潟大賞典）
- 2022年産
  - イミグラントソング（ニュージーランドトロフィー）

#### 地方重賞優勝馬
- 2018年産
  - スマイルミュ（留守杯日高賞）
  - ルーチェドーロ（フジノウェーブ記念、笠松グランプリ2回、東海桜花賞）[13]
  - レスペディーザ（ノースクイーンカップ）[14]
- 2019年産
  - エムティアンジェ（金沢プリンセスカップ、ラブミーチャン記念、金沢ヤングチャンピオン、金沢スプリントカップ）
- 2020年産
  - オーマイグッネス（サンライズカップ）
  - ウインドフレイバー（ニューイヤーカップ）
  - オバケノキンタ（たんぽぽ賞）[15]
- 2021年産
  - マルカイグアス（園田ジュニアカップ、兵庫優駿、園田オータムトロフィー、園田金盃、六甲盃）
- 2022年産
  - ニシノリンダ（佐賀ユースカップ）

### 母父としての主な産駒
太字はGI級競走

#### グレード制重賞優勝馬
- 2017年産
  - フィアレスキング / Fearless King（メールミュルヘンスレネン）
- 2019年産
  - マキューリック / McKulick（ベルモントオークス）
  - パラレルヴィジョン（ダービー卿チャレンジトロフィー）
- 2020年産
  - ベルベク / Belbek（ジャン・リュック・ラガルデール賞）
- 2021年産
  - メゾンルイ / Maison Louis（クイーンズランドダービー）

## 血統表
| マクフィの血統       | マクフィの血統                              | マクフィの血統                              | （血統表の出典）                            | （血統表の出典）    |
| 父系                 | ミスタープロスペクター系                    | ミスタープロスペクター系                    | ミスタープロスペクター系                    | [ § 2 ]             |
| 父 Dubawi 2002 鹿毛  | 父の父Dubai Millenium 1996 鹿毛             | Seeking the Gold                            | Mr. Prospector                              | Mr. Prospector      |
| 父 Dubawi 2002 鹿毛  | 父の父Dubai Millenium 1996 鹿毛             | Seeking the Gold                            | Con Game                                    |                     |
| 父 Dubawi 2002 鹿毛  | 父の父Dubai Millenium 1996 鹿毛             | Colorado Dancer                             | Shareef Dancer                              | Shareef Dancer      |
| 父 Dubawi 2002 鹿毛  | 父の父Dubai Millenium 1996 鹿毛             | Colorado Dancer                             | Fall Aspen                                  |                     |
| 父 Dubawi 2002 鹿毛  | 父の母Zomaradah 1995 黒鹿毛                 | Deploy                                      | Shirley Heights                             | Shirley Heights     |
| 父 Dubawi 2002 鹿毛  | 父の母Zomaradah 1995 黒鹿毛                 | Deploy                                      | Slightly Dangerous                          |                     |
| 父 Dubawi 2002 鹿毛  | 父の母Zomaradah 1995 黒鹿毛                 | Jawaher                                     | *ダンシングブレーヴ                         | *ダンシングブレーヴ |
| 父 Dubawi 2002 鹿毛  | 父の母Zomaradah 1995 黒鹿毛                 | Jawaher                                     | High Tern                                   |                     |
| 母 Dhelaal 2001 鹿毛 | 母の父Green Desert 1983 鹿毛                | Danzig                                      | Northern Dancer                             | Northern Dancer     |
| 母 Dhelaal 2001 鹿毛 | 母の父Green Desert 1983 鹿毛                | Danzig                                      | Pas de Nom                                  |                     |
| 母 Dhelaal 2001 鹿毛 | 母の父Green Desert 1983 鹿毛                | Foreign Courier                             | Sir Ivor                                    | Sir Ivor            |
| 母 Dhelaal 2001 鹿毛 | 母の父Green Desert 1983 鹿毛                | Foreign Courier                             | Courtly Dee                                 |                     |
| 母 Dhelaal 2001 鹿毛 | 母の母Irish Valley 1982 栗毛                | Irish River                                 | Riverman                                    | Riverman            |
| 母 Dhelaal 2001 鹿毛 | 母の母Irish Valley 1982 栗毛                | Irish River                                 | Irish Star                                  |                     |
| 母 Dhelaal 2001 鹿毛 | 母の母Irish Valley 1982 栗毛                | Green Valley                                | Val de Loir                                 | Val de Loir         |
| 母 Dhelaal 2001 鹿毛 | 母の母Irish Valley 1982 栗毛                | Green Valley                                | Sly Pola                                    |                     |
| 母系(F-No.)          | (FN:16-c)                                   | (FN:16-c)                                   | (FN:16-c)                                   | [ § 3 ]             |
| 5代内の近親交配      | Northern Dancer 5×4、Never Bend 5･5（母内） | Northern Dancer 5×4、Never Bend 5･5（母内） | Northern Dancer 5×4、Never Bend 5･5（母内） | [ § 4 ]             |
| 出典                 | 1. 2. 3. 4.                                 | 1. 2. 3. 4.                                 | 1. 2. 3. 4.                                 | 1. 2. 3. 4.         |

- 母の半兄Alhaarthはデューハーストステークス勝ち馬[17]。
- 母の半姉グリーンポーラは仏G3カルヴァドス賞の勝ち馬。繁殖牝馬として日本に輸入され、ケープリズバーン（TCK女王盃）、ジェダイト（産駒にサナシオン）の母となっている[17]。